# Калиакайр (подокруг)
Калиакайр (бенг. কালিয়াকৈর, англ. Kaliakair) — подокруг в центральной части Бангладеш в составе округа Газипур. Образован в 1923 году. Административный центр — город Калиакайр. Площадь подокруга — 314,14 км². По данным переписи 1991 года численность населения подокруга составляла 232 915 человек. Плотность населения равнялась 741 чел. на 1 км². Уровень грамотности населения составлял 28,45 %. Религиозный состав: мусульмане — 84,33 %, индуисты — 15,12 %, христиане — 0,41 %, прочие — 0,14 %.